# Кашина Танђит I (Варезе)
Кашина Танђит I је насеље у Италији у округу Варезе, региону Ломбардија.
Према процени из 2011. у насељу је живело 278 становника. Насеље се налази на надморској висини од 232 м.